# Шпоретар
Шпоретар је мајстор занатлија који врши поправку шпорета.

## О занату
Шпоретар је једно од занимања којих више нема. 
У другој половини 19. века спремање хране на нашим просторима обављало се на зиданим шпоретима, али су рингле и рерна били од метала. Цеви за одвод дима били су исто тако од метала. Временом и употребом рерна и цеви су прегоревали те их је требало поправљати. Након Првог светског рата у домаћинства се све више уводе метални шпорети, који су се чешће оштећивали и које је требало поправљати. Јавило се тако и ново занимање - шпоретари. То су били приучени шпенглери, тј. лимари. Сем поправке прегореног дела шпорета, умеће им је било и направити оптимални одвод дима. Циљ је био да са димом не оде и топлота, важна како за шпорет и спремање хране, тако и зими за загревање просторије.
Касније се јављају изучени мајстори лимари, чији се опсег радова проширивао, а шпоретски занат био је споредан или шегртски.